# یواس‌اس ایسترن شور (آی‌دی-۳۵۰۰)
یواس‌اس ایسترن شور (آی‌دی-۳۵۰۰) (به انگلیسی: USS Eastern Shore (ID-3500)) یک کشتی بود که طول آن ۴۲۵ فوت (۱۳۰ متر) بود. این کشتی در سال ۱۹۱۸ ساخته شد.